# 克雷斯頓 (加利福尼亞州)
克雷斯頓（英語：Creston）是位於美國加利福尼亞州聖路易斯-奧比斯保縣的一個人口普查指定地區。

## 地理
克雷斯頓的座標為35°30′46″N 120°31′37″W / 35.51278°N 120.52694°W，而該地最高點為海拔高度341米（即1119英尺）。

## 人口
根據2010年美國人口普查的數據，克雷斯頓的面積為1.473平方千米，當中陸地面積為1.460平方千米，而水域面積為0.013平方千米。當地共有人口94人，而人口密度為每平方千米63人。